# Халил Мутлу
Халил Мутлу (на турски: Halil Mutlu) е турски и български състезател по вдигане на тежести.
Притежател е на златни медали от олимпиадите в Сидни, Атланта и Атина. Освен това има повече от 20 подобрени световни рекорда. Тай е сред само четиримата щангисти, които са спечелили 3 олимпийски титли на 3 поредни олимпиади в историята на спорта вдигане на тежести.
Мутлу e от етническите турци в България (роден като Халил Алиев), където прави първите си стъпки в спорта. Възпитаник е на прочутия треньор Иван Абаджиев. Получава наказание от 2 години заради употреба на допинг пз 2005 г.

## Успехи
- Световен шампион за младежи (1993),
- 5 пъти световен шампион (2003, 2001, 1999, 1998, 1994 – 1-ви; 1995, 1993 – 2-ри.),
- 9 пъти европейски шампион (2005, 2003, 2001, 2000, 1999, 1997, 1996, 1995, 1994)